# Мерчен, Сергей Павлович
Сергей Павлович Мерчен (по паспорту Селезнёв), (род. 1919, дер. Синьял-Яуши, Казанская губерния) — чувашский писатель, поэт и драматург.

## Биография
Окончил Чувашский педагогический институт, работал учителем, директором школы.
С 1947 года жил в Красноярском крае, в г. Тайшет.

## Творчество
Печатался в журналах «Тăван Атăл» и «Ялав».
В Чувашском книжном издательстве вышли его книги:
- Тĕлĕнмелле ачасем / Удивительные ребята (1969)
- Потемкин паттăрĕсем / Потёмкинские герои (1959)
- Пурçăн тутăр / Шёлковый платок (1995).

Автор учебных пособий «Чăваш литература вулавĕн хăш-пĕр ыйтăвĕсем» / Некоторые вопросы чувашского чтения, «Преподавание национального фольклора в чувашской школе» / Чăваш шкулĕнче халăх сăмахлăхне вĕрентесси (Москва).
Написал повести «Зона», «Тапăçу» (Состязание), поэмы, роман «Кипкасси».